# Dean Ebbe
Dean Ebbe (Dublino, 16 luglio 1994) è un calciatore irlandese, attaccante del Dundalk.

## Carriera
Dopo aver giocato per Shamrock Rovers, Longford Town, Athlome Town, Cabinteely, Collinstown e Bluebell Utd, nel gennaio del 2017 si trasferisce in Scozia all'Inverness.
Dopo l'esperienza in Scozia torna in patria, per poi trasferirsi in Galles al The New Saints.
Con i gallesi debutta nelle competizioni UEFA per club, disputando 13 partite di qualificazione alle coppe europee: cinque di Champions League e otto di Europa League.
Nel giugno del 2022 viene acquistato dagli irlandesi del Crusaders; mentre nel luglio del 2023 si trasferisce in Gibilterra al Manchester 62.

## Palmarès

### Club

#### Competizioni nazionali
- Campionato gallese: 1

The New Saints: 2018-2019
- Coppa del Galles: 2

The New Saints: 2018-2019, 2021-2022